# 蘇拉日 (波蘭)
蘇拉日是波蘭的城鎮，位於該國東北部，由波德拉謝省負責管轄，面積33.86平方公里，主要經濟活動是農業和旅遊業，鎮上的猶太人墳場建於1865年，2006年人口982。
52°57′N 22°57′E / 52.950°N 22.950°E